# (27601) 2001 FC29
2001 أف سي 29 (ويعرف أيضًا باسم (27601) 2001 أف سي 29 وفق تسمية الكوكب الصغير) (بالإنجليزية: 2001 FC29)‏ هو كويكب ضمن حزام الكويكبات؛ وترتيبه 27601 من حيث الاكتشاف.
اكتُشف هذا الجُرم الفلكي بواسطة بحث لنكولن عن الكويكبات القريبة من الأرض في 19 مارس 2001.

## وصلات خارجية
- (27601) 2001 FC29 في قاعدة بيانات مختبر الدفع النفاث لأجرام النظام الشمسي الصغيرة

- الاكتشاف · مخطط المدار ·  العناصر المدارية · المعلمات المادية

- (27601) 2001 FC29 على موقع ويكي سكاي: DSS2, SDSS, GALEX, IRAS, Hydrogen α, X-Ray, Astrophoto, Sky Map, Articles and images